# 陸濬睿
陸濬睿（？—？），字以愚，號未菴，浙江嘉興府平湖縣人，清朝政治人物。

## 生平
明兵部侍郎陸長庚之孫，清順治三年（1646年）丙戌科舉人。授直隸宣府推官，以寛簡治之，出寃民鞏加世、段大、康性全等。所拔士姚永煦、胡顯祖等，振塞外士風。悍弁徐洪志擅毙平民，置之于法。上讞忤撫軍意，被劾歸。郊居閒放，陶情詩酒，凡憂悲愉佚之槩，一寓於詩，前後所著彚成十刻行世，家居十數年而卒。後以子陸葇累赠内閣學士、兼禮部侍郎

## 親屬
濬睿七歲喪母，事继母盡孝，課諸子如嚴師。姊適李而寡，子夭，迎養于家，終其身。子陸世楷、陸葇有傳。